# Подборки (Козельский район)
Подборки — деревня в Козельском районе Калужской области. Является административным центром сельского поселения «Деревня Подборки».
Расположена примерно в 19 км к северо-востоку от города Козельск.

## Население
| 2002 | 2010  |
| ---- | ----- |
| 1041 | ↗1044 |

### Известные жители
- Сонин, Георгий Иванович (1903 — 1987) — организатор колхозного производства, Герой Социалистического Труда, здесь жил и работал председателем колхоза «Россия» с 1961 года.

## Утраченная достопримечательность
Деревянный Успенский храм, который по красоте сравнивали с архитектурным ансамблем в Кижах, в феврале 2020 года выгорел полностью. Причиной возгорания, скорее всего, стала электропроводка. Церковь была построена в 1990-х гг. на месте древней каменной, взорванной во время Великой Отечественной войны. Сохранилась купель в византийском стиле в честь святителя Луки Крымского.